# Rhyssella furanna
Rhyssella furanna är en stekelart som först beskrevs av Matsumura 1912.  Rhyssella furanna ingår i släktet Rhyssella och familjen brokparasitsteklar. Inga underarter finns listade i Catalogue of Life.